# Smithornis
Smithornis – rodzaj ptaków z rodziny nosoczubów (Calyptomenidae).

## Zasięg występowania
Rodzaj obejmuje gatunki występujące w Afryce Subsaharyjskiej.

## Morfologia
Długość ciała 11,5-18 cm; masa ciała 10-40,3 g.

## Systematyka

### Etymologia
- Smithornis: Sir Andrew Smith (1797–1872), szkocki lekarz, zoolog, etnolog i podróżnik po Afryce Południowej; gr. ορνις ornis, ορνιθος ornithos „ptak”. Czapecznik ubogi został opisany przez A. Smitha w 1839 roku podczas jego pobytu w Afryce Południowej[6].
- Phrynorhamphus (Prynorhamphus): gr. φρυνος phrunos „ropucha”; ῥαμφος rhamphos „dziób”[7]. Gatunek typowy: Platyrhynchus capensis A. Smith, 1839.

### Podział systematyczny
Do rodzaju należą następujące gatunki:
- Smithornis sharpei Alexander, 1903 – czapecznik ciemny
- Smithornis capensis (A. Smith, 1839) – czapecznik ubogi
- Smithornis rufolateralis G.R. Gray, 1864 – czapecznik rdzawoboczny